# ألونسوة منشارية
ألونسوة منشارية (الاسم العلمي: Alonsoa serrata) هي نوع من القوارض تتبع جنس الألونسوة من الفصيلة الغدبية.